# マルセロ・ヒラリオ・デル・ピラール
マルセロ・ヒラリオ・デル・ピラール（Marcelo Hilario del Pilar、1850年8月30日 - 1896年7月4日）はフィリピンの作家、法律家、フリーメイスン、編集者である。

## 略歴

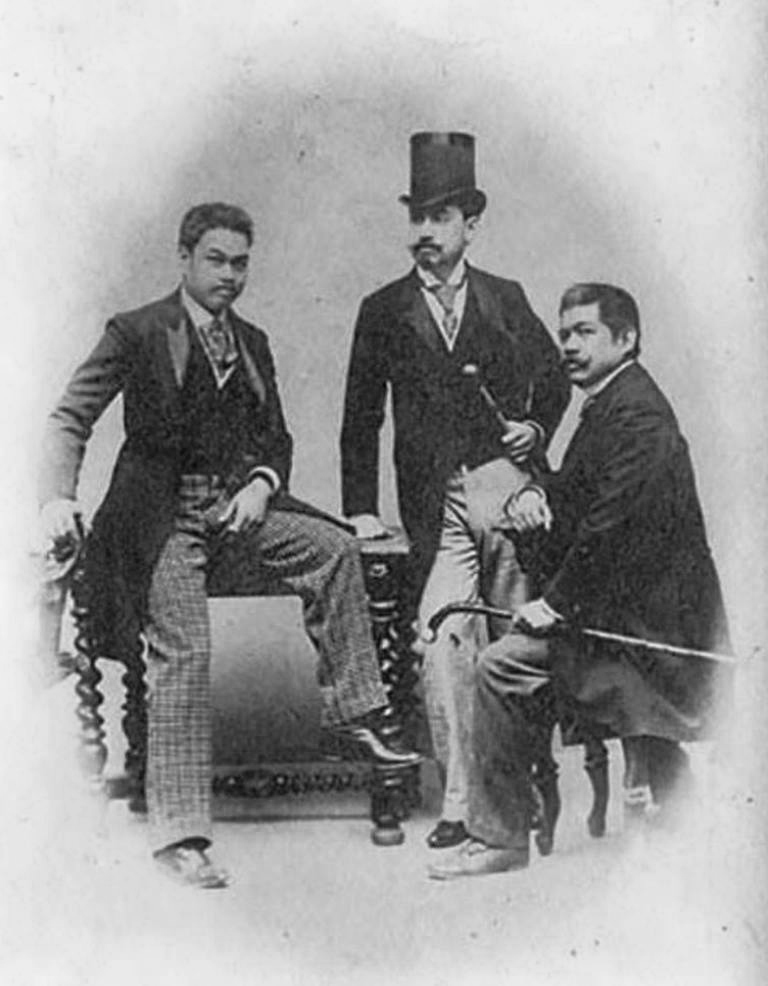
アントニオ・ルナとデ・レテ(中央）、デル・ピラール（右）。1890年、スペイン

彼は1850年に生まれた。1860年にサン・フアン・デ・レトラン大学で芸術の準学士を取り、1880年に聖トマス大学で法学の学士を取得し弁護士になった。1882年、彼は最初のタガログ語日刊紙『タガログ新聞 (Diariong Tagalog)』（スペイン語とタガログ語の併用紙）を創刊して修道会による地方政治支配を批判し。1888年にスペインに向け密かにマニラを脱出した。
マドリードでスペイン在住のフィリピン人留学生たちを組織してプロパガンダ運動を始め、雑誌『ラ・ソリダリダード（La Solidaridad）』（スペイン語で「連帯」を意味する）を創刊した。そこで彼の打ち出した運動の方向性は以下のようなものであった。
- フィリピンはスペインの一地域であること。
- スペイン政府議会へのフィリピン代表派遣の権利が認められるべきこと[11]。
- スペイン人の聖アウグスチノ修道会員、ドミニコ会員、フランシスコ会員でなくフィリピン人聖職者の養成を行うこと。
- 言論の自由が認められるべきこと。
- フィリピン人に法律的平等が与えられること[12]。

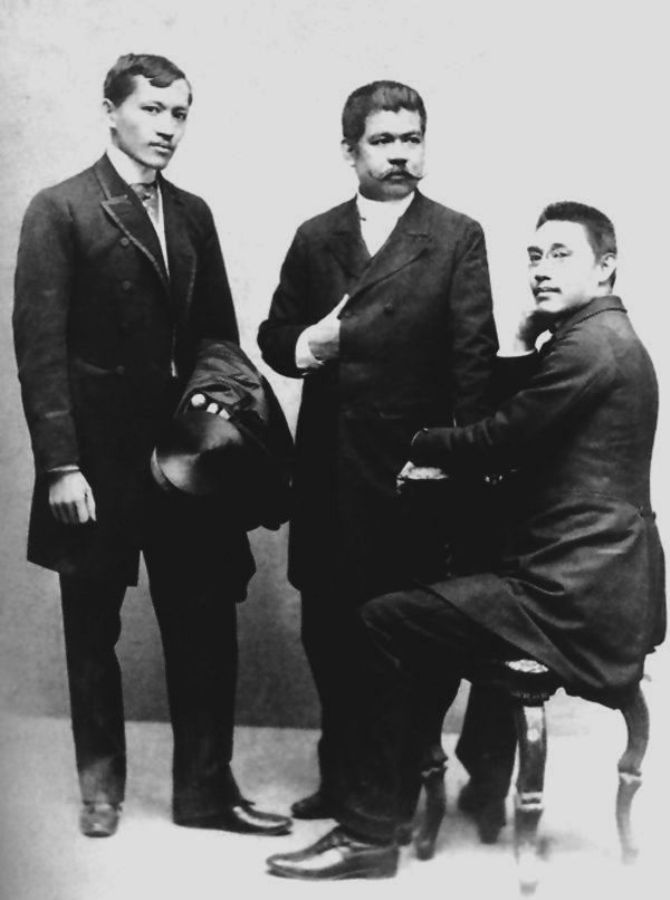
プロパガンダ運動の3人の指導者 / 左からリサール、デル・ピラール、ポンセ

また資金不足を主な原因として『団結』誌も1895年11月15日をもって停刊となった。かくして10年以上にわたる運動であったにもかかわらず、プロパガンダ運動は改革という面では何ら目立った成果を上げることもできなかったのである。しかし、スペイン人統治者たちはこのような暴力に訴えない提案すらも植民地支配を脅かすものであると危険視した。1896年にスペインのバルセロナで死んだ。
1951年に発行された5ペソ紙幣に肖像が使用されていた。

## 家族
マルセロには姉が3人、兄が5人、妹が1人いた。1878年マルチャーナ・デル・ピラールとトンドで結婚した。マルセロとマルチャーナ・デル・ピラールはいとこ同士である。7人の子供を残した。